# Herbert Kunze (Maler)
Herbert Kunze (* 6. Juli 1913 in Chemnitz; † 17. November 1981 in Dresden) war ein deutscher Künstler und Dozent an der Hochschule für bildende Künste in Dresden.

## Leben
Kunze zog 1919 während seiner Kindheit nach Dohna bei Dresden, wo er 1920 bis 1927 die Volksschule besuchte. Von 1928 bis 1929 absolvierte er eine Lehre als Dekorationsmaler, wozu der Besuch der Städtischen Handels- und Gewerbeschule Pirna gehörte. Von 1930 bis 1933 war er Arbeiter in den Rockstroh-Werken. 1930 besuchte er die Abendschule der Dresdner Kunstgewerbeschule. Von 1932 bis 1937 studierte er bei Karl Albiker, Ferdinand Dorsch, Max Feldbauer und Wilhelm Rudolph an der Kunstakademie in Dresden. Während einer Studienreise nach Holland kam er 1937 mit Werken von Permeke und de Staël in Berührung. Von 1938 bis 1939 arbeitete Kunze als freischaffender Grafiker. Ab 1939 nahm er als Soldat der Wehrmacht am Zweiten Weltkrieg teil. Er geriet 1945 in sowjetische  Gefangenschaft und besuchte im Lager eine ANTIFA-Schule. 1948 wurde er entlassen. Er ging wieder nach Dohna, wo er als Zeichenlehrer arbeitete und 1949 Mitglied der Künstlergemeinschaft „Das Ufer“ wurde. Er machte die Bekanntschaft mit Gerd Jaeger und befreundete sich mit u. a. mit Willy Wolff. Von 1953 bis 1975 war Kunze Dozent an der Hochschule für Bildende Künste Dresden. Er leitete das Grundlagenstudium, anfangs gemeinsam mit Gerhard Kettner.
Kunze war Mitglied des Verbands Bildender Künstler der DDR.

## Künstlerisches Werk
Die wenigen Arbeiten der Vorkriegszeit zeugen von der Qualität der akademischen Ausbildung, die Kunze genoss. Die Einberufung zum Militärdienst 1939 und die sich daran anschließende Kriegsgefangenschaft, zuerst in Rumänien später in der Sowjetunion, unterbrachen sein Schaffen für den Zeitraum von neun Jahren. Bereits in der Kriegsgefangenschaft begann Kunze wieder schöpferisch zu arbeiten. Er arbeitete mit an der Erstellung von Plakaten, Transparenten und Kulissen des Lagertheaters.
1948 kehrte er nach Dresden zurück. Seine Arbeiten waren in dieser Zeit noch ganz realistisch. Er schloss sich der Dresdner Künstlergruppe „Das Ufer“ an und wird später Dozent an der Hochschule für Bildende Künste. Das Werk Nicolas de Staëls und Georges Braques gewannen zunehmend Einfluss auf das Schaffen Kunzes. Wie de Staël gelang es auch Kunze in seinen Arbeiten Abstraktion und Gegenständlichkeit zu vereinen.
In seinen späten Arbeiten, die insbesondere nach der Emeritierung Kunzes 1975 entstanden, gelangte er zu einem völlig freien Umgang mit Farbe und Form. Kunze wurde zu einem der wichtigsten Vertreter des Dresdner Informel.
Schüler von Herbert Kunze waren unter anderen Joachim Böttcher, Manfred Böttcher, Michael Freudenberg, Eberhard Göschel, Veit Hofmann, Günther Hornig, Gerda Lepke, Marlies Lilge, Sigrid Noack, Stefan Plenkers, Max Uhlig und Rainer Zille.

## Ausstellungen
- Ausstellungsbeteiligung an allen Ausstellungen der Künstlergruppe „Das Ufer“
- „2. Deutsche Kunstausstellung“, Dresden 1949 – Ausstellungsbeteiligung.
- „Mensch und Arbeit“, Berlin 1949 – Ausstellungsbeteiligung.
- „Künstler schaffen für den Frieden“, Berlin 1951 – Ausstellungsbeteiligung.
- „Dresdner Künstler“, Staatliche Kunstsammlungen Dresden 1952 – Ausstellungsbeteiligung.
- „3. Deutsche Kunstausstellung“, Dresden 1953 – Ausstellungsbeteiligung.
- Künstlergenossenschaftsausstellung „Kunst der Zeit“, Dresden 1961 – Ausstellungsbeteiligung.
- „Malerei und Grafik – Bruno Konrad – Herbert Kunze“ Personalausstellung bei Galerie Kunst der Zeit, Dresden 1973.
- „Die Collage in der Kunst der DDR“, Nationalgalerie Berlin 1975 – Ausstellungsbeteiligung.
- „Farbgraphik der DDR“, Staatliche Museen Schwerin 1975 – Ausstellungsbeteiligung.
- Personalausstellung im Leonhardi-Museum, Dresden 1976.
- „Dresdner Kunst – heute“, Galerie Nord Dresden 1977 – Ausstellungsbeteiligung.
- Personalausstellung und Mappe in der Galerie Schweinebraden, Berlin 1977.
- „Collage in der DDR“, Galerie am Sachsenplatz, Leipzig 1978 – Ausstellungsbeteiligung.
- „Dresdner Künstler“, Galerie Mitte, Dresden 1981.
- Personalausstellung, Galerie Mitte, Berlin 1981.
- Personalausstellung, Galerie Kunst der Zeit, Dresden 1983.
- Personalausstellung, Kleine Galerie, Wilhelm-Pieck-Stadt Guben 1983.
- „Herbert Kunze. Anreger und Freund“, Staatliche Kunstsammlungen Cottbus und HfBK Dresden 1988.
- „Kunstraum. Positionen – Inspirationen“, Brandenburgische Kunstsammlungen Cottbus 1993 – Ausstellungsbeteiligung.
- „Herbert Kunze. Kalligraphien und Collagen“, Brandenburgische Kunstsammlungen Cottbus 1997.
- „Emil Schumacher und Herbert Kunze“, Galerie Döbele, Dresden 1997.
- Personalausstellung, Neuer Sächsischer Kunstverein, Dresden 2003.
- „Ohne Uns!“ – zur Kunst & alternative Kultur in Dresden vor und nach ’89, Prager Spitze, Dresden 2009.
- „Herbert Kunze – Zum 100. Geburtstag“, Personalausstellung, Dresden 2013.
- Personalausstellung, Neue Sächsische Galerie Chemnitz 2014.